# Domenico Ciampoli

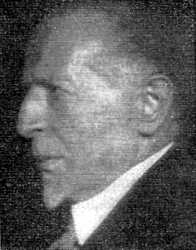
Domenico_Ciampoli

Domenico Ciampoli, född 23 augusti 1852, död 21 mars 1929, var en italiensk författare.
Ciampoli skildrade i sina noveller, såsom Trecce nere (1882) och Tra le selve (1890) Abruzzerallmogens liv. Campoli var även verksam som litteraturkritiker och översättare, och var den första som gjorde Henryk Sienkiewicz, Fjodor Dostojevskij, Maksim Gorkij, samt flera finländska, svenska och ungerska författare kända i Italien. Han utgav även de litteraturhistoriska Storia delle letterature slave (1889) samt Poeti stranieri nelle migliori traduzioni italiane (1903).

## På svenska
- Domenico Ciampoli och Giovanni Verga: Italienskt folklif: två berättelser (översättning Axel Bergström och Harald Kernell) (Skoglund, 1884)
- Svarta flätor: noveller från Abruzzo (översättning C. L. Törnberg, Svenska Familj-journalen, 1884)
- Som en blomma: abruzzisk novell (okänd översättare, Svea, 1889)